# Agronomska fakulteta v Beogradu
Agronomska fakulteta (izvirno srbsko Пољопривредни факултет у Београду), s sedežem v Beogradu, je fakulteta, ki je članica Univerze v Beogradu.